# Хэммонд, Николас (актёр)
Николаc Хэммонд (англ. Nicholas Hammond) — американско-австралийско-британский актёр и писатель. Наиболее известен своими актёрскими работами: ролью Фридриха фон Траппа в фильме «Звуки музыки», а также Человека-паука в телесериале «Удивительный Человек-Паук» телеканала CBS.

## Ранняя жизнь
Николас Хэммонд родился 15 мая 1950 года в семье полковника Томаса Уэста Хэммонда младшего и Эйлин Хэммонд (урождённой Беннетт). Отец был американцем, офицером армии США, а мать британской актрисой, наиболее известной по фильму «Much Too Shy». Они встретились в Лондоне, где полковник находился на службе, и поженились в июле 1945 года, после чего Эйлин последовала за мужем во Францию, а затем в США. Старший брат Николаса, Дэвид, родился в 1946 году в Париже. В США семья Хэммондов много раз переезжала с места на место при смене места службы отца. Полковник Томас Хэммонд умер в 1970 году.

## Карьера

### Начало карьеры
Николасу исполнилось 10 лет, когда он сыграл свои первые роли в шоу «Бродвей» и «Воспитанный любовник» в 1961 году. В то же время он начал сниматься в фильме «Повелитель мух». После этого Хэммонд исполнил самую заметную свою роль на экране — Фридриха фон Траппа в фильме «Звуки музыки».
Следующая работа Хэммонда появилась в 1970 году, когда он сыграл в бродвейском спектакле «Недостойное поведение». Это была его первая взрослая роль. В 1972 году Хэммонд появился как Питер Линдер в фильме «Угонщик самолётов». В 1973 году он сыграл в сериале «Семейка Брейди», в эпизоде четвёртого сезона № 090 «Субъект был носом» в роли старшеклассника Дуга Симпсона. В том же году он также появился в эпизоде «Уолтоны», который называется «Город», в роли Теодора Клейпула-младшего. После этого он провел несколько сезонов в дневных сериалах, таких как «Главный госпиталь», а также участвовал во многих телевизионных шоу 1970-х годов, в том числе в «Гавайи 5-O».
В конце 1970-х годов Хэммонд продолжил сниматься в «Звуках музыки» с Мензес-Урих, которая сыграла Луизу фон Трапп, в эпизоде телевизионной адаптации «Бегство Логана». Он также внес свой вклад в звуковой альбом «Звуки музыки».

### Человек-паук

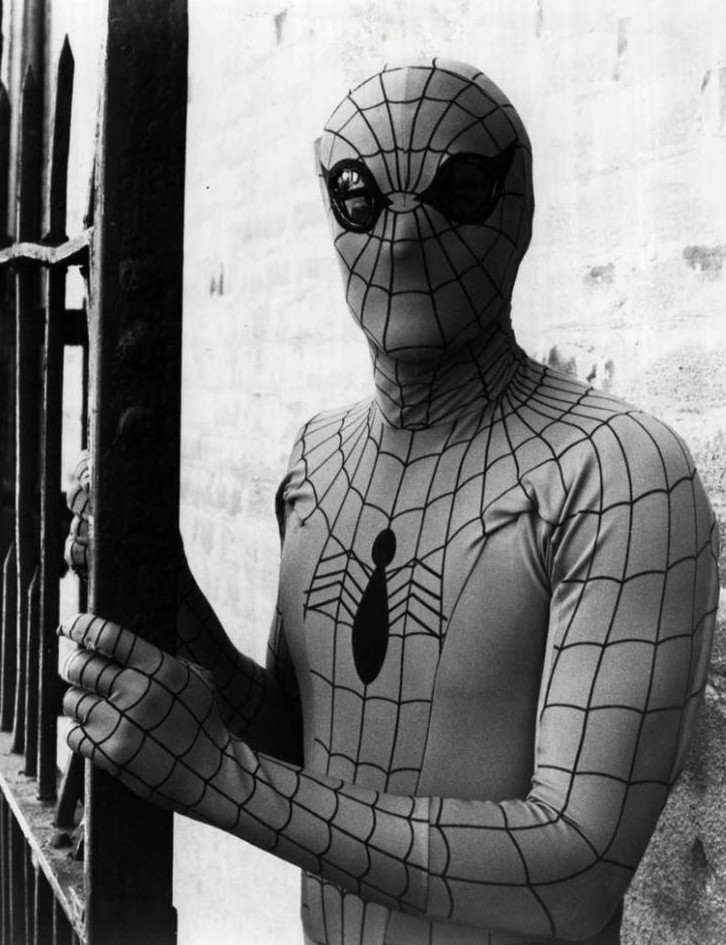
Хэммонд в костюме Человека-паука.

С 1977 по 1979 год Хэммонд сыграл свою наиболее известную роль Питера Паркера, он же Человек-паук, в телесериале «Удивительный Человек-паук». Хэммонд так описал свой подход к персонажу:

Мне понравилась идея взять героя-фантаста и сделать его правдоподобным как личность. Я ясно дал понять, что меня не интересует то, что было просто шуткой в лагере.
Оригинальный текст (англ.)I liked the idea of taking a fantasy hero and making him believable as a person. I made it clear going into it that I wasn't interested in doing something that was just a camp joke.

Сериал транслировалась на телеканале CBS, с 13 эпизодами, которые шли в течение двух сезонов. До этого, осенью 1977 года был снят фильм в качестве пилотного эпизода телесериала. Сериал продержался до весны 1978 года. Второй сезон транслировал шесть эпизодов, каждый по одному часу, осенью 1978 года и зимой 1979 года. Помимо основных эпизодов телесериала было снято и два продолжения фильма. Снова в бою и Вызов Дракону.

### Поздняя карьера
После того, как сериал «Удивительный Человек-паук» закончился, Хэммонд снялся в нескольких популярных телевизионных шоу из начала 1980-х годов, включая «Лодка любви», «Частный детектив Магнум», «Она написала убийство», «Фэлкон Крест» и «Даллас».
После Хэммонд переехал в Австралию, страна ему так понравилась, что он решил там остаться. Он стал гражданином Австралии и с тех пор снялся в нескольких австралийских телевизионных мини-сериалах. Среди них была важная роль американского офицера Второй мировой войны в мини-сериале Fields of Fire. Он также сыграл главную роль сэра Ивора Криви-Торна в мини-сериале «Зеркало, зеркало». Хэммонд также снимался в различных австралийских телевизионных программах: сатирических, таких как BackBerner и CNNNN, программах научной фантастики («На краю Вселенной»), а также драматических сериях, таких как «Летающие доктора», MDA.
В 2005 году Хэммонд сыграл телевизионного продюсера Аарона Спеллинга в фильме «Династия: За кулисами секса, алчности и интриг»".
Хэммонд написал сценарий к мини-сериалу «Трудная женщина» и телевизионному фильму «Секретный мужской бизнес». В 2009 году он дебютировал как режиссёр с пьесой «Лягущий черепаховый ублюдок», которую он написал совместно с Джеймсом Голуэлем.
В 2019 году он сыграл режиссёра Сэма Уонамейкера в фильме Квентина Тарантино «Однажды в Голливуде».

## Избранная фильмография
| Год       |    | Русское название                               | Оригинальное название                    | Роль                           |
| --------- | -- | ---------------------------------------------- | ---------------------------------------- | ------------------------------ |
| 1962      | с  | Защитники                                      | The Defenders                            | Бобби Брейден                  |
| 1963      | ф  | Повелитель мух                                 | Lord Of The Flies                        | Роберт                         |
| 1965      | ф  | Звуки музыки                                   | The Sound of Music                       | Фридрих фон Трапп              |
| 1972      | ф  | Угонщик самолётов                              | Skyjacked                                | Питер Линднер                  |
| 1973      | с  | Семейка Брейди                                 | The Brady Bunch                          | Даг Симпсон                    |
| 1973      | с  | Уолтоны                                        | The Waltons                              | Теодор Альберт Клейпул-младший |
| 1973—1974 | с  | Дымок из ствола                                | Gunsmoke                                 | Бритт / Доук Нунан             |
| 1974—1977 | с  | Гавайи 5-O                                     | Hawaii Five-O                            | Келвин Лайл / Роджер           |
| 1976      | с  | Семья                                          | Family                                   | Джон Кроссуэлл                 |
| 1977      | с  | Восьми достаточно                              | Eight Is Enough                          | Харольд                        |
| 1977      | тф | Человек-паук                                   | Spider-Man                               | Питер Паркер / Человек-паук    |
| 1977—1979 | с  | Удивительный Человек-паук                      | The Amazing Spider-Man                   | Питер Паркер / Человек-паук    |
| 1979      | ф  | Человек-паук: Снова в бою                      | Spider-Man: Strikes Back                 | Питер Паркер / Человек-паук    |
| 1980      | с  | Марсианские хроники                            | The Martian Chronicles                   | Артур Блэк                     |
| 1980      | с  | Лодка любви                                    | The Love Boat                            | Пол Стоквуд                    |
| 1981      | ф  | Человек-паук: Вызов Дракону                    | Spider-Man: The Dragon’s Challenge       | Питер Паркер / Человек-паук    |
| 1982      | с  | Фэлкон Крест                                   | Falcon Crest                             | Мартин Диринг                  |
| 1982      | с  | Частный детектив Магнум                        | Magnum, P.I.                             | Кларк Траубшоу                 |
| 1982      | с  | Даллас                                         | Dallas                                   | Билл Джонсон                   |
| 1985      | с  | Она написала убийство                          | Murder, She Wrote                        | Тодд Уорти                     |
| 1985      | с  | Главный госпиталь                              | General Hospital                         | Элжернон Дурбан                |
| 1988      | ф  | Изумрудный город                               | Emerald City                             | Иэн Уолл                       |
| 1989      | с  | Миссия невыполнима                             | Mission: Impossible                      | Вудворд                        |
| 1993      | тф | Неотвратимая сила                              | Irresistible Force                       | лейтенант Нэш                  |
| 1993      | ф  | Мошенники                                      | Frauds                                   | детектив Симмс                 |
| 1997      | ф  | Дорога в рай                                   | Paradise Road                            | Марти Мерритт                  |
| 2000      | тф | На последнем берегу                            | On The Beach                             | президент США                  |
| 2000      | с  | Затерянный мир                                 | The Lost World                           | Фил Диллон                     |
| 2001      | ф  | Крокодил Данди в Лос-Анджелесе                 | Crocodile Dundee in Los Angeles          | куратор                        |
| 2003      | с  | На краю Вселенной                              | Farscape                                 | доктор Эдриан Уокер            |
| 2003      | ф  | Неисправимый оптимист                          | The Rage in Placid Lake                  | Билл Тейлор                    |
| 2005      | тф | Династия: За кулисами секса, алчности и интриг | Dynasty: The Making Of A Guilty Pleasure | Аарон Спеллинг                 |
| 2005      | ф  | Стелс                                          | Stealth                                  | дежурный офицер                |
| 2009      | ф  | Последний танцор Мао                           | Mao’s Last Dancer                        | телевизионный репортёр         |
| 2019      | ф  | Однажды в Голливуде                            | Once Upon a Time in Hollywood            | Сэм Уонамейкер                 |